# Тромбопоэтин
Тромбопоэтин — белок, известный также как фактор роста и развития мегакариоцитов.
Тромбопоэтин - это гликопротеиновый гормон, производимый, главным образом, печенью, в меньшей степени — в почках и поперечно-полосатой мускулатуре, регулирующий выработку тромбоцитов костным мозгом. Стимулирует выработку и дифференцировку мегакариоцитов, клеток костного мозга.
Мегакариоцитопоэз — это процесс клеточного развития, приводящий к выработке тромбоцитов. Белок является лигандом для MLP/C_MPL, продукта миелопролиферативного вирусного онкогена лейкемии.

## Открытие
Тромбопоэтин был клонирован пятью независимыми группами в 1994 году. Гипотезы о его функциях были выдвинуты ещё более 30 лет назад, задолго до идентификации. В самых ранних публикациях тромбопоэтин был описан как лиганд мембранного рецептора с-Mpl. Тромбопоэтин входит в состав 1-го класса кроветворных цитокинов. Было доказано, что тромбопоэтин является основным регулятором мегакариоцитопоэза, то есть образования  новых тромбоцитов.

## Генетика
Ген тромбопоэтина (у человека — THPO) располагается на длинном (q) плече 3-й хромосомы человека, в локусе 3q26.3-27. Мутации этого гена могут приводить к наследственной форме тромбоцитоза и некоторым случаям лейкемии. Первый участок из 155 аминокислот имеет заметную степень гомологии с эритропоэтином.

## Функции и регуляция
В печени тромбопоэтин  производится паренхимными клетками и синусоидальными эндотелиальными клетками; в почках—проксимальными клетками извитых канальцев. Вместе с этим тромбопоэтин производится клетками поперечно-полосатых мышц и стромальными клетками костного мозга. В печени его производство увеличивается за счёт фактора стимуляции В-клеток 6. Физиологически именно печень и стромальные клетки костного мозга являются важнейшими участками производства тромбопоэтина.
Тромбопоэтин регулирует дифференцировку мегакариоцитов и тромбоцитов, но исследования с помощью удаления рецепторов тромбопоэтина показывают, что его воздействие на гемопоэз более разносторонне.
Регуляция его действия с помощью отрицательной обратной связи отлична от таковой для большинства гормонов: эффектор непосредственно регулирует гормон. Тромбопоэтин связывается с mpl (CD 110) рецептором на поверхности тромбоцитов и уничтожается. Таким образом уменьшается воздействие гормона на мегакариоциты. Следовательно, повышение и понижение концентрации тромбоцитов регулирует уровень тромбопоэтина. Низкий уровень тромбоцитов приводит к увеличению воздействия тромбопоэтина на недифференцированные клетки костного мозга; приводит к дифференцировке и дальнейшему развитию этих клеток. С другой стороны, высокая концентрация тромбоцитов приводит к ингибированию этого воздействия.
Рецептор тромбопоэтина также известен как белок миелопролиферативной лейкемии или CD110 (Cluster of Differentiation 110).  У  человека кодируется онкогеном MPL (myeloproliferative leukemia virus).
В 1990 году онкоген (v-mpl) был выделен из вируса мышиной миелопролиферативной лейкемии, который  был способен иммортализовать стволовые клетки костного мозга разного происхождения (обеспечить их неограниченно долгое деление). Впоследствии был обнаружен гомолог этого онкогена в человеческом геноме.

## Терапевтическое применение
Несмотря на многочисленные испытания, тромбопоэтин не используется в терапии. В теории его можно применять для заготовки донорских тромбоцитов, а также для восстановления числа тромбоцитов после миелосупрессивной химиотерапии.
Исследования модифицированных рекомбинантных форм фактора роста и дифференцировки мегакариоцитов (ФРДМ) были остановлены, когда у здоровых добровольцев были обнаружены аутоиммунные антитела, а позже у добровольцев была выявлена тромбоцитопения.
Вместо тромбопоэтина используются препараты, которые воздействуют на его рецепторы, в частности, для лечения иммунной тромбоцитопении.

### Romiplostim
Ромиплостим, торговое название Энплейт (Nplate), представляет собой Fc-пептидилированный белок (пептидное антитело), участвующий в проведении сигнала и активации внутриклеточной транскрипции посредством связывания с рецепторами тромбопоэтина и индуцирующий увеличение образования тромбоцитов. Молекула пептидного антитела состоит из Fc-фрагмента человеческого иммуноглобулина IgGl, в которой каждая одноцепочечная субъединица соединена ковалентной связью в С-конце с пептидной цепью, содержащей 2 ТПО-рецептор-связывающих фрагмента.
Аминокислотная последовательность ромиплостима не гомологична аминокислотной последовательности эндогенного тромбопоэтина. В доклинических и клинических исследованиях не отмечалось перекрёстной реакции антител к ромиплостиму с эндогенным тромбопоэтином.

### Eltrombopag
Элтромбопаг, торговое название Револейд (Revolade), взаимодействует с трансмембранным доменом человеческого рецептора TPO-R и инициирует каскад передачи сигнала, напоминающий таковой для эндогенного тромбопоээтина, что сопровождается индукцией пролиферации и дифференцировки мегакариоцитов из клеток-предшественников костного мозга.
Элтромбопаг отличается от тромбопоэтина с точки зрения эффектов на агрегацию тромбоцитов. В отличие от ТРО, воздействие элтромбопага на тромбоциты здорового человека не усиливает агрегацию под действием АДФ и не стимулирует экспрессию Р-селектина. Элтромбопаг не препятствует агрегации тромбоцитов под действием АДФ или коллагена.